# Битва при Педрозу
Битва при Педрозу (порт. Batalha de Pedroso, 17 февраля 1071 года) — бой между португальским отрядом Нуно II Мендеша, графа Порту-Кале и войсками Гарсии I, короля Галисии. Португальцы потерпели поражение, граф Нуно пал на поле боя. Битва при Педрозу положила конец существованию Первого графства Португалия, основанного Вимарой Перешем в 868 году, а его территория была включена в состав королевства Галисия.

## Предыстория конфликта
После смерти Фернандо I Великого, короля Кастилии и Леона, а с 1056 года императора всей Испании, в 1065 году трое его сыновей вступили в яростную борьбу за отцовское наследство, в итоге разделив страну на три враждующих владения. Младший из них — Гарсия, овладевший Галисией, желая увеличить свой королевский домен, предъявил права на территорию графства Порту-Кале, крупного феодального владения, расположенного между Кастилией и Галисией. Свои претензии король обосновывал тем, что его бабушка Эльвира Мендеш (996—1022), супруга короля Леона Альфонсо V (999—1028) приходилась старшей дочерью пятому графу Портукале Менду II Гонсалвешу, а бабушка нынешнего графа Нуно II, Ильдуара, была лишь младшей дочерью того же правителя. Соответственно, Гарсия считал, что имеет больше прав на владение графством, чем Нуно. Нуно Мендеш, крупнейший феодал королевства Леон, граф Порту-Кале, сеньор Ногейры, Гуалтара, Барруша и пр., считал, однако, что владеет графством по праву, так как по прямой мужской линии являлся потомком первого графа Портукале — Вимары Переша. 
Графство Нуно Мендеша занимало обширные территории от реки Мондегу на юге до берегов Лима на севере, территориально составляя половину всего королевства Галисия. На территории графства, кроме собственно Портукале, располагались богатые города, имевшие значение ещё в правление римлян: Ламегу, Визеу, Брага. Граф Нуно ещё при отце Гарсии выказывал стремления к самостоятельной политике и, вероятно, решил использовать раздел королевства в своих интересах для обретения независимости. Допустить этого Гарсия не мог, политическая ситуация складывалась явно не в пользу галисийского короля, старшие братья Гарсии Санчо Кастильский и Альфонсо Леонский немедленно после смерти отца начали войну за передел владений и в 1067 году Санчо пленил брата, объединив в своих руках престолы Кастилии и Леона. Гарсия не без основания считал, что теперь старший брат попытается овладеть и его землями; в этой ситуации ему нужна была поддержка всего дворянства Галисии, а граф Нуно явно не собирался её оказывать. Гарсия стал действовать незамедлительно; сменив свою официальную титулатуру на «король Галисии и Портукале», он стал активно вмешиваться в португальские дела, в 1071 году король прибыл в Брагу, чтобы присутствовать при учреждении архиепископии и посвящении архиепископа Педру. В это время граф Нуно решился на открытый мятеж. Трудно сказать, почему Нуно Мендеш выбрал именно этот момент для восстания, короля сопровождало войско, кроме того в Брагу прибыли все лояльные Гарсии дворяне. Южный сосед Портукале — граф Коимбры Сержнанду Давидес (973—1091), мосараб, прославленный полководец, соратник Фернандо Великого и Эль Сида, который мог бы изменить расстановку сил, держал дружественный Галисии нейтралитет. 

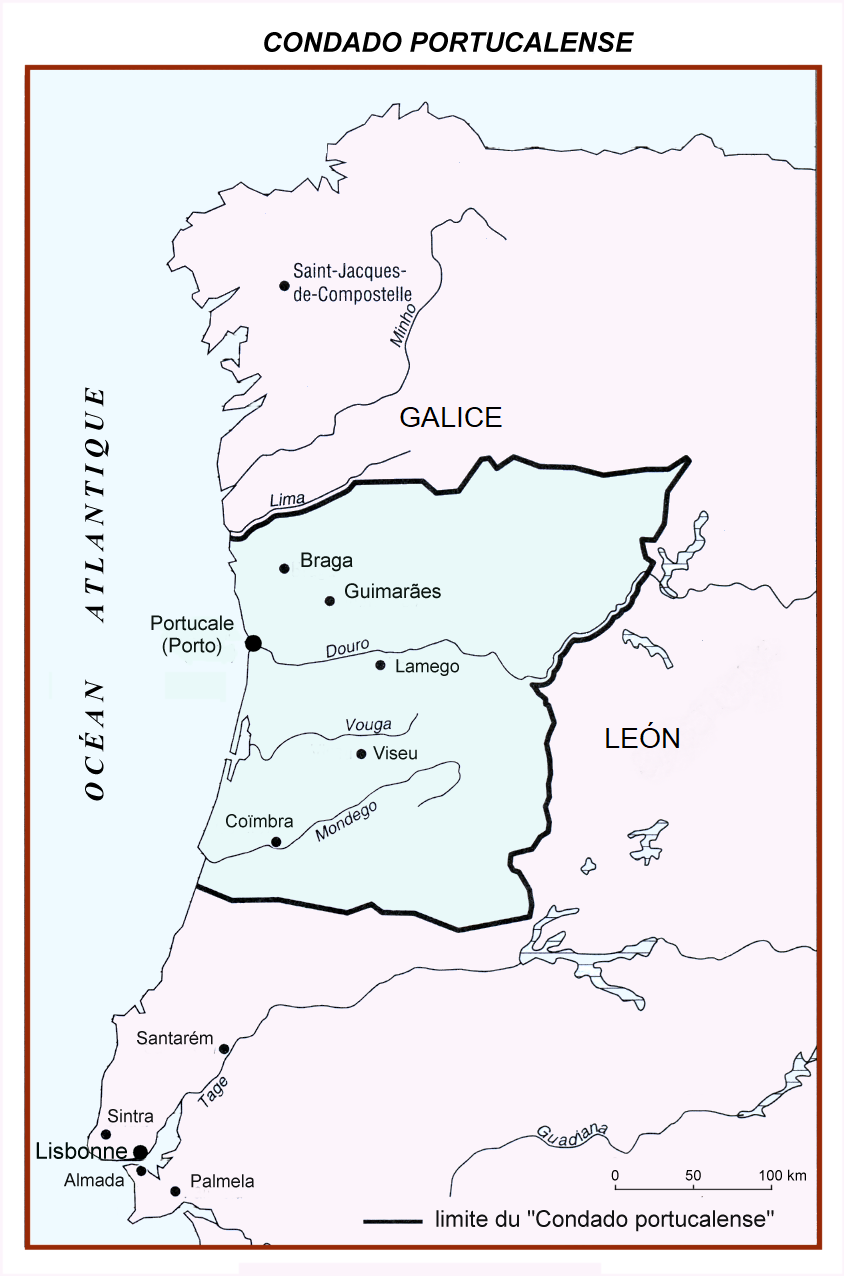
Графство Португалия в 1070 году.

В середине зимы 1071 года Гарсия получил известия, что граф Нуно движется в направлении города Брага с отрядом из 50 верных ему рыцарей. Направление удара было выбрано графом Нуно не случайно. Помимо того, что Брага имел важное политическое и религиозное значение для португальцев, город представлял легкую добычу, поскольку не был укреплен. В окрестностях было два укрепленных замка, защищавших подходы к городским предместьям, но сам город не имел стен или иных оборонительных сооружений. Не обладая достаточными силами для осады крепостей, граф надеялся добиться победы на узких городских улицах при поддержке сочувствующих жителей. Учитывая эти обстоятельства, король Гарсия покинул Брагу, выступив навстречу неприятелю, расположившемуся на берегу реки Кавадо. Утром 17 февраля 1071 года противники встретились на поле близ местечка Кинта-де-Педрозу (на территории современной фрегезии Парада-де-Тибайнш), во владениях монастыря Тибайнш.

## Дата сражения

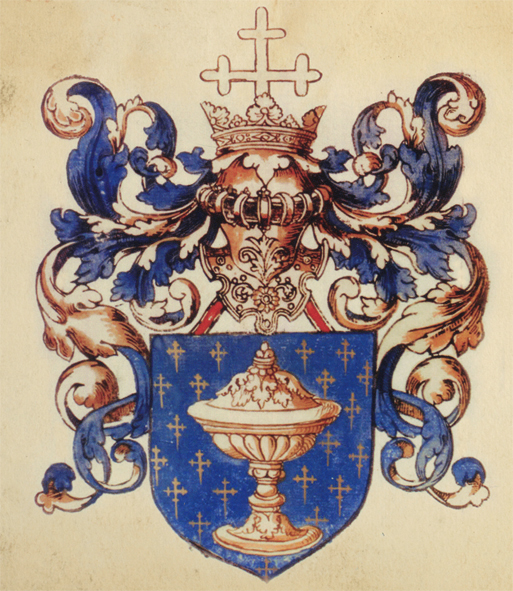
Герб королевства Галисия.

Долгое время считалось, что битва произошла 18 января 1071 года, именно эту дату называли Анналы XII века, знаменитая Chronica Gothorum. Однако новейшие исследования, проведенные доктором Авелино де Иезус да Коста (Avelino de Jesus da Costa), установили датой сражения 17 февраля; основанием для этого утверждения явился вклад в монастырь Св. Антонио Барбудо (Бородатого), сделанный графом Нуно Мендешем и его супругой 17 февраля 1071 года.

## Ход битвы
Граф Нуно, получив известия о том, что галисийцы преградили ему путь к городу, решил немедленно атаковать неприятеля, надеясь на силу и опыт своих рыцарей. Хроники сообщают, что битва длилась несколько часов, поле было покрыто трупами, а лужи крови превратили его в большое красное озеро. Этот поэтический образ маловероятен, учитывая незначительные силы противоборствующих сторон; вероятнее всего, битва была очень скоротечной и ограничилась единственной атакой португальцев, во время которой погиб сам граф, после чего те его люди, которые не погибли и не были пленены, обратились в бегство.

## Итоги
Король Гарсия, вернувшись после победы в Галисию, не назначил нового графа в Португалию, объявив её частью земель короны. Но владеть графством Гарсии пришлось недолго, через несколько месяцев он был пленен своим братом Санчо II Кастильским, а вернувшись в Галисию в 1072 году, уже в 1073 году был захвачен другим братом Альфонсо VI Леонским. В 1093 году Альфонсо передал графство в лен своему зятю Генриху Бургундскому, положившему начало Второму графству Португалия и ставшему родоначальником королевской династии, потомки которой правили Португалией до 1910 года.